# Penina
Penina er én af The Beatles-medlemmet Paul McCartneys mest sjældne sange. Han skrev den på Hotel Penina i december 1968, da han holdt ferie i den portugisiske by Algarve.
Sangen blev først indspillet på plade af bandet Jota Herre og to måneder senere af vokalisten Carlos Mendes, der frem til 1967 var medlem af gruppen The Sharks. Mendes' version var tilgængelig på LP-pladen The Songs Lennon and McCartney Gave Away fra 1979.